# Ofensiva del M23 (2022-presente)
A fines de marzo de 2022, el Movimiento 23 de Marzo (M23) lanzó una ofensiva en Kivu del Norte, enfrentándose a las Fuerzas Armadas de la República Democrática del Congo (FARDC) y la MONUSCO. Los combates desplazaron a decenas de miles de civiles y provocaron nuevas tensiones entre la República Democrática del Congo y Ruanda, ya que este último fue acusado de apoyar la ofensiva rebelde.

## Antecedentes
El Movimiento 23 de Marzo libró una rebelión en el noreste de la República Democrática del Congo (RDC) de 2012 a 2013. El M23 fue formado por desertores de las Fuerzas Armadas de la RDC (FARDC) que anteriormente habían sido miembros del grupo rebelde CNDP y no estaban satisfechos con las condiciones de su servicio. Tanto el CNDP como la primera rebelión del Movimiento 23 de Marzo fueron apoyadas por Ruanda y Uganda. El levantamiento fue derrotado por una campaña conjunta de la RDC y la MONUSCO, la fuerza local de mantenimiento de la paz de las Naciones Unidas. Después de aceptar un acuerdo de paz, el M23 fue desmantelado en gran parte, sus combatientes desarmados y trasladados a campos de refugiados en Uganda.
A pesar del acuerdo, continuaron las hostilidades entre el M23 y la RDC. En 2017, el comandante del M23, Sultani Makenga, y entre 100 y 200 de sus seguidores huyeron de Uganda para reanudar su insurgencia y establecieron un campamento en Monte Mikeno, en la zona fronteriza entre Ruanda, Uganda y la República Democrática del Congo. La fuerza de Makenga lanzó una ofensiva menor contra las FARDC en 2021; sin embargo, esta operación logró poco, ya que el M23 ya no contaba con un apoyo internacional significativo. Uganda y la República Democrática del Congo habían mejorado mucho sus relaciones, cooperando contra un enemigo común, las Fuerzas Democráticas Aliadas, durante la Operación Shujaa. A principios de 2022, un número creciente de combatientes del M23 comenzaron a abandonar sus campamentos y regresar a la República Democrática del Congo; el movimiento rebelde lanzó más ataques en febrero de 2022, pero estos fueron repelidos. El liderazgo del M23 argumentó que partes de su movimiento habían reanudado la insurgencia porque el gobierno de la RDC no estaba respetando las condiciones del acuerdo de paz de 2013. Los rebeldes también argumentaron que estaban intentando defender a la minoría tutsi de Kivu de los ataques de militantes hutus como las Fuerzas Democráticas para la Liberación de Ruanda (FDLR). La situación se complicó aún más por el faccionalismo dentro del M23, ya que el movimiento se dividió en grupos rivales encabezados por Jean-Marie Runiga y Bertrand Bisimwa respectivamente. Además, el grupo de Makenga estaba separado de facto de las otras fuerzas del M23 que todavía tenían su base principalmente en Uganda.
Para 2022, el M23 era solo uno de los 120 grupos armados que operan en el este de la República Democrática del Congo.

## Ofensiva

### Ataques iniciales
En la noche del 27 de marzo de 2022, los rebeldes del M23 lanzaron una nueva ofensiva en Kivu del Norte, atacando primero las aldeas de Tshanzu y Runyoni en el territorio de Rutshuru desde sus bastiones en las colinas circundantes. Los dos pueblos habían sido bastiones importantes del Movimiento M23 durante la rebelión de 2012-13. Según los informes, el ataque rebelde fue dirigido por Sultani Makenga. El gobierno de la RDC afirmó que Ruanda apoyó la operación insurgente, afirmación que fue negada por el gobierno ruandés y los rebeldes. El investigador de International Crisis Group, Onephore Sematumba, argumentó que las afirmaciones sobre la ayuda a Ruanda eran creíbles. Sugirió que el resurgimiento del M23 probablemente estuvo influenciado por el deseo de Ruanda de detener un proyecto de infraestructura que uniría la República Democrática del Congo y Uganda.
El 29 de marzo, las FARDC pudieron repeler un ataque rebelde contra la ciudad fronteriza de Bunagana, pero el M23 capturó varias aldeas, incluidas Mugingo, Gasiza, Chengerero, Rugamba, Kibote, Baseke y Kabindi. Además, un helicóptero de la ONU se estrelló en Tshanzu, matando a ocho cascos azules de la MONUSCO (seis paquistaníes, un ruso y un serbio). Las FARDC culparon a los rebeldes del M23 por derribar el avión. En Bunagana, las FARDC recibieron apoyo de las Fuerzas de Defensa del Pueblo de Uganda (FDPU). Las fuerzas terrestres de las FDPU cruzaron la frontera, mientras aviones ugandeses bombardeaban a los rebeldes. Para el 1 de abril, los enfrentamientos en Rutshuru habían desplazado a 46 000 lugareños según ACNUR. Mientras tanto, los combatientes del M23 se retiraron temporalmente a sus bases en las montañas, y sus primeros ataques se consideraron un fracaso. Proclamaron un alto el fuego unilateral. Un ex oficial del M23 le dijo al periódico taz que no estaba del todo claro qué estaba tratando de lograr la ofensiva rebelde, y especuló que Makenga posiblemente esperaba morir en una última batalla en su tierra natal.

### Fracaso de las conversaciones de paz y reanudación de los combates
El 6 de abril, las FARDC rechazaron cualquier negociación con las fuerzas del M23 con base en la República Democrática del Congo e iniciaron un contraataque. Cuatro días después, el M23 anunció que retiraría sus tropas de cualquier pueblo capturado durante los enfrentamientos anteriores. Sin embargo, a medida que avanzaba la lucha, las FARDC perdieron cada vez más terreno frente a los insurgentes. A finales de abril, el gobierno de la RDC y varios grupos rebeldes celebraron conversaciones de paz en Nairobi, pero la facción Bisimwa del M23 abandonó voluntariamente o fue expulsada de las negociaciones debido a los enfrentamientos en curso en Kivu del Norte.
Las fuerzas del M23, supuestamente dirigidas por Makenga e incluida la facción Bisimwa, reiniciaron su ofensiva en mayo. Según un local, el M23 invadió Kibumba el 18 de mayo. El 19 de mayo, los rebeldes del M23 atacaron a las fuerzas de mantenimiento de la paz de la MONUSCO en Shangi, territorio de Rutshuru, cuando estas últimas se unieron a las FARDC en las operaciones de contrainsurgencia. Los líderes rebeldes declararon que el ataque fue en respuesta a una operación anterior conjunta de las FARDC y las FDLR.. A partir del 22 de mayo, los rebeldes intentaron avanzar sobre la capital provincial de Kivu del Norte, Goma, desplazando a 70 000 personas. Del 22 al 23 de mayo, se desató una batalla en Kibumba, mientras que los insurgentes tomaron temporalmente Rumangabo antes de que las FARDC la retomaran. El 25 de mayo, el M23 llegó a las afueras de Goma, pero fue repelido por las tropas de la MONUSCO y las FARDC después de intensos combates. Posteriormente, los insurgentes se retiraron y hubo una pausa en la lucha durante el resto del mes. En ese momento, las FARDC acusaron a las Fuerzas de Defensa de Ruanda (FDR) de luchar directamente junto a los rebeldes, alegando que los vigilantes locales habían capturado a dos soldados ruandeses. Por otro lado, Ruanda afirmó que la República Democrática del Congo había disparado cohetes contra su territorio, había recibido ayuda de las FDLR y había "secuestrado" a los dos soldados de las FDR. La lucha también avivó las tensiones étnicas locales; El subcomandante de policía de Kivu del Norte, Francois-Xavier Aba van Ang, publicó un video instando a los civiles a organizarse como milicianos para combatir al M23 en una "guerra popular".

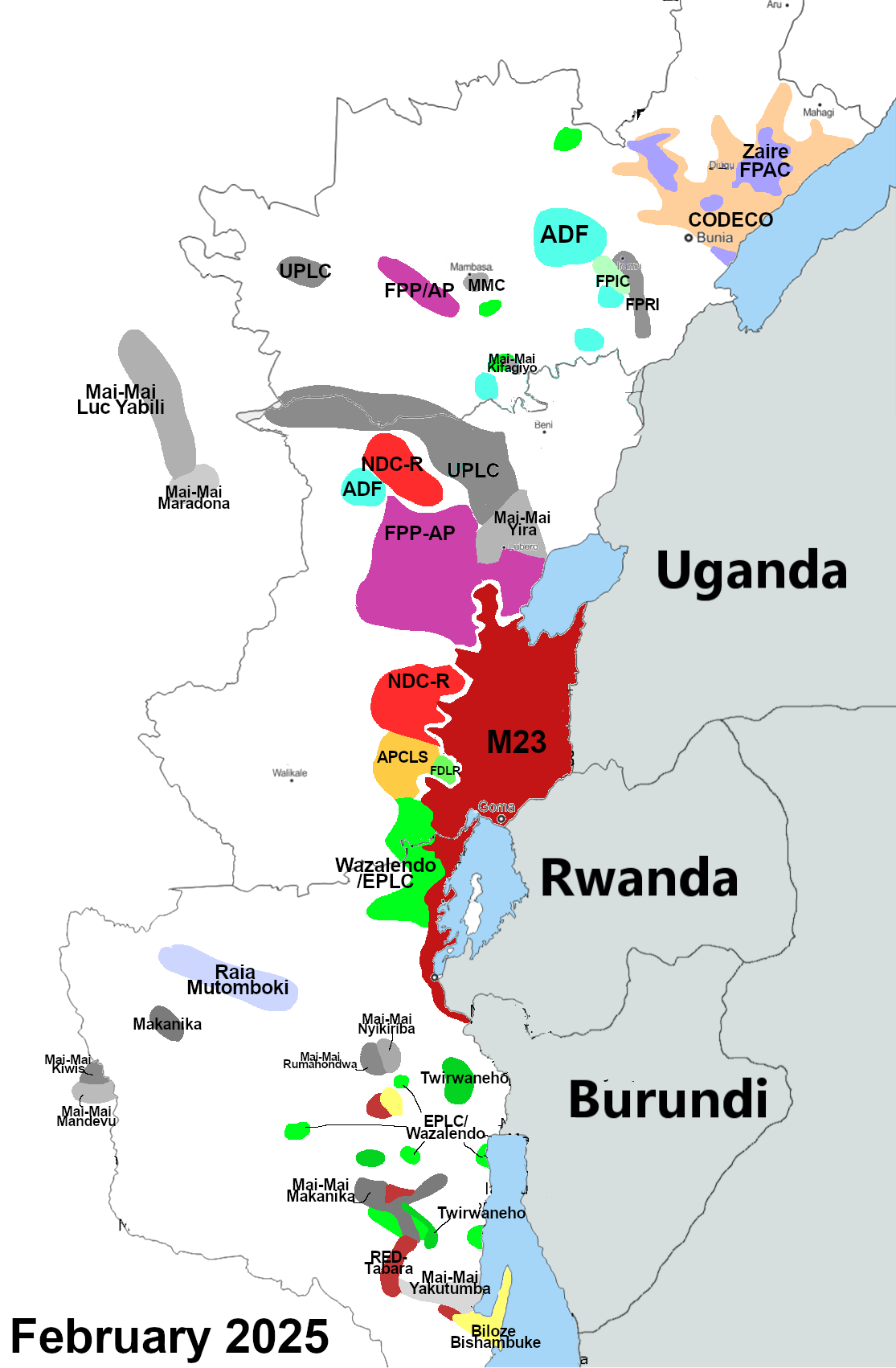
Mapa de grupos armados en Kivu, junio de 2022. El control M23 está marcado en rojo oscuro en la frontera con Ruanda.

#### Caída de Bunagana, nuevos avances rebeldes y contraataques progubernamentales
A principios de junio, se produjeron nuevamente enfrentamientos en Bunagana. Según informes, militantes del M23 atacaron una fuerza de la MONUSCO en Muhati, territorio de Rutshuru, el 8 de junio. El 12 de junio, las FARDC repelieron otro ataque del M23 en Bunagana, coincidiendo con la visita del rey Felipe de Bélgica a Bukavu, al sur. Sin embargo, a diferencia del ataque anterior a Bunagana, las fuerzas de seguridad ugandesas al otro lado de la frontera no intervinieron y en su lugar se retiraron de las colinas que dominan la ciudad. El M23 capturó Bunagana al día siguiente, supuestamente después de rodearla y obligar así a la guarnición local de 137 soldados y 37 policías a retirarse a Kisoro en Uganda. Allí, se rindieron a las fuerzas de seguridad locales de Uganda. Muchos civiles también huyeron a través de la frontera. El gobernador militar de Kivu del Norte, Constant Ndima Kongba, inicialmente negó que las FARDC hubieran perdido la ciudad, pero el portavoz de las FARDC, Sylvain Ekenge, declaró más tarde que la caída de Bunagana constituía "nada menos que una invasión" de Ruanda. En consecuencia, las tensiones entre Ruanda y la República Democrática del Congo continuaron aumentando, ya que este último suspendió "todos los acuerdos" con el primero. En este punto, dos fuentes de seguridad congoleñas de alto nivel y miembros del parlamento congoleño también acusaron a Uganda de apoyar la ofensiva rebelde. Los parlamentarios congoleños afirmaron que la retirada de Uganda antes del ataque rebelde había facilitado la toma del poder y señalaron específicamente a Muhoozi Kainerugaba, jefe de las tropas ugandesas involucradas en la Operación Shujaa, por apoyar al M23. La RDC procedió a poner fin a la cooperación militar con Uganda. Posteriormente, el gobierno de Uganda detuvo la Operación Shujaa, mientras que el ejército ugandés afirmó que los últimos ataques del M23 no representaban una amenaza para los ciudadanos y el equipo de Uganda, por lo que su intervención era innecesaria. Los líderes locales de la MONUSCO declararon que las afirmaciones sobre el apoyo de Uganda al M23 eran "tonterías" y pidieron calma y cooperación.
El presidente de Kenia, Uhuru Kenyatta, reaccionó ante la caída de Bunagana y las crecientes tensiones regionales pidiendo a la Comunidad Africana Oriental que "inmediatamente" organice una nueva misión de mantenimiento de la paz llamada "Fuerza Regional de África Oriental" para restaurar la seguridad en el este de la República Democrática del Congo. Mientras tanto, MONUSCO comenzó a preparar sus tropas locales para apoyar los esfuerzos de las fuerzas de seguridad congoleñas para retomar la ciudad. Las tropas de las FARDC pertenecientes al sector de operaciones "Sokola 2" lanzaron un ataque desde Kabindi el 16 de junio y luego afirmaron que habían recuperado Bunagana. Sin embargo, según los informes, la ciudad todavía estaba en manos de los rebeldes al día siguiente, con intensos combates al oeste. Según los informes, el M23 contraatacó y capturó la ciudad de Tshengerero y las aldeas de Bugusa, Kabindi y Rangira. Los insurgentes avanzaban hacia Rutshuru y derribaron un helicóptero de las FARDC. La lucha también se había extendido al Parque Nacional Virunga. Los ambientalistas señalaron que esto amenazaba la supervivencia de los gorilas de montaña locales.
Según los informes, los renovados avances del M23 formaban parte de un plan de Sultani Makenga para aislar y eventualmente capturar Goma, con la esperanza de obtener concesiones políticas del gobierno congoleño de esta manera.[53] Para el 18 y 19 de junio, la línea del frente se había estabilizado a lo largo del eje Rutshuru-Bunagana. Las fuerzas combinadas de las FARDC y la MONUSCO todavía ocupaban asentamientos en las inmediaciones de Tshengerero, como Ntamugenga y Rwanguba, incluido el importante puente de este último.[54][55] Los combates se trasladaron al eje Runyoni-Rumangabo, donde se informó de enfrentamientos en las aldeas de Kavumu y Bikenge.[55] Mientras tanto, se organizó una reunión de EAC en Nairobi para discutir las tensiones diplomáticas entre la RD Congo, Ruanda y Uganda, así como el despliegue de una nueva fuerza de mantenimiento de la paz en reacción a los ataques del M23. El gobierno de la RDC declaró que daría la bienvenida a una misión de mantenimiento de la paz de la CAO, pero solo bajo la condición de que Ruanda fuera excluida de la operación.[56][57] Posteriormente, la EAC pidió al M23 que se retirara de Bunagana[58] como condición previa para un caso de incendio, pero los insurgentes rechazaron la orden.[59] En cambio, el M23 reabrió el puesto fronterizo de Bunagana bajo su propia administración,[60] después de lo cual el gobierno de Kivu del Norte prohibió la importación y exportación de bienes a través del territorio controlado por los rebeldes.

#### Fuerzas progubernamentales retoman territorio y estancancamiento del conflicto
Del 19 al 22 de junio, continuaron los enfrentamientos cuando el M23 intentó atravesar las posiciones de defensa de las FARDC. Al principio, los rebeldes asaltaron pueblos a lo largo del eje sur, pero fueron repelidos en Karambi, Kitagoma y Kitovu, Bweza y Busanza. Posteriormente se concentraron en Bikenge, Ruvumu, Shangi y Bukima, invadiendo las aldeas antes de que las FARDC organizaran un contraataque. El ejército pudo retomar la mayoría de estos asentamientos, aunque, según los informes, Ruvumu, Buharo y Rutokara permanecieron en manos de los rebeldes. En general, las fuerzas progubernamentales mantuvieron sus posiciones, pero los ataques rebeldes amenazaron cada vez más el eje Matebe-Rwanguba. Human Rights Watch informó que 17 civiles, incluidos dos niños, habían sido ejecutados sumariamente el 21 de junio por el M23 por presunta colaboración con las FARDC. Según el periódico Eco News, las FARDC habrían infligido una derrota al M23 en la línea de frente de Runyoni en esta época, hiriendo a Sultani Makenga y matando a otro comandante rebelde, el coronel Yusuf Mboneza. Hubo una pausa en la lucha del 24 al 27 de junio.El combate se reanudó el 28 de junio, cuando los rebeldes atacaron las posiciones de las FARDC en Bushandaba, Ruseke y la colina estratégica de Bikona. Las fuerzas progubernamentales, compuestas por militares y policías, contraatacaron y recuperaron las aldeas de Nkokwe, Ruvumu, Rugarama, Rutakara, Ntamugenga y Rutsiro. El 29 de junio, las FARDC continuaron su avance y capturaron Kabindi y Chengerero, aunque los militantes del M23 respondieron atacando a Rutsiro.
El 1 de julio, las FARDC afirmaron haber obtenido una gran victoria sobre el M23 y las tropas aliadas de Ruanda después de intensos combates en Rutsiro, Ntamugenga y Nyabikona, desalojando por completo a los insurgentes del grupo Bweza (agrupación) en Rutshuru. Los enfrentamientos continuaron en Bikenge y Ruseke el 4 de julio, cuando las FARDC repelieron los ataques del M23. El 6 de julio, las FARDC reorganizaron el liderazgo de las fuerzas que se oponen al M23 para mejorar su eficiencia; además, el presidente ruandés Paul Kagame y el presidente congoleño Félix Tshisekedi mantuvieron una reunión el mismo día. Según la parte congoleña, se acordó un alto el fuego y la retirada del M23 de suelo congoleño. En lugar de adherirse a este acuerdo, los rebeldes atacaron Kanyabusoro y Rwanguba al día siguiente. Durante los días siguientes, continuaron los enfrentamientos en varias aldeas de los grupos de Bweza y Jomba, mientras el M23 intentaba recuperar el territorio. Al mismo tiempo, sin embargo, el combate se calmó a lo largo de otras partes de la línea del frente.
En los días siguientes, el combate cesó en gran medida en las agrupaciones de Bweza y Jomba, pero estalló la lucha en la agrupación de Kisigari y en dos colinas importantes cerca de Rumangabo. También se produjeron intensos combates en el grupo Bashali Mukoto, territorio de Masisi, cuando dos facciones "Nyatura" se enfrentaron. Uno de ellos era un grupo "disidente" encabezado por Jean-Marie Nyatura, a quien se consideraba cercano al M23; La fuerza de Jean-Marie Nyatura intentó capturar varios pueblos antes de ser desalojados de la mayoría de ellos por sus rivales locales. Después de este punto, hubo nuevamente una pausa en la lucha. Las negociaciones continuaron entre Ruanda y la República Democrática del Congo bajo la mediación internacional, aunque se avanzó poco. El 14 de julio, el presidente de Uganda, Yoweri Museveni, hizo otro intento de convencer al M23 y al gobierno congoleño de organizar un alto el fuego. Mientras tanto, la MONUSCO y las FARDC anunciaron que estaban trasladando fuerzas de otras áreas para preparar una operación para hacer retroceder por completo al M23. El 18 de julio, el portavoz del gobierno congoleño, Patrick Muyaya Katembwe, reafirmó que cualquier negociación con los rebeldes dependía de la retirada previa del M23 de su territorio ocupado.
A fines de julio, el M23 estaba instalando sus propios funcionarios en los territorios ocupados y recaudó un impuesto.También estallaron violentas protestas en Goma y otras ciudades del este del Congo, con civiles atacando a miembros y edificios de MONUSCO, acusando a la organización de inacción frente a las rebeliones regionales en curso. Manifestantes, personal de mantenimiento de la paz de la MONUSCO y transeúntes murieron durante los enfrentamientos. El North Africa Post alegó que los rebeldes habían usado las protestas como tapadera para ataques y que habían estado involucrados en un ataque contra las fuerzas de paz marroquíes en Nyamilima. Un soldado de la MONUSCO murió en un enfrentamiento directo con el M23 en Bunagana. El 27 de julio, se reanudaron los combates entre el M23 y las FARDC en Kabingo, Rutshuru, cuando los rebeldes intentaban recoger las cosechas plantadas por los lugareños, pero los soldados del gobierno los confrontaron. El 2 de agosto, los rebeldes y las FARDC lucharon en cinco aldeas de Rutshuru. En las semanas siguientes, sin embargo, se mantuvo una tregua en el frente. Esto fue condenado por muchos civiles locales que argumentaron que permitió a los rebeldes consolidar sus conquistas territoriales.
El 15 de agosto, el primer contingente de fuerzas de paz de la Comunidad de África Oriental llegó a Kivu. Este grupo, formado por soldados burundeses, se comprometió a ayudar en la campaña contra el M23 y otras facciones insurgentes. La llegada de las fuerzas de paz de Burundi recibió reacciones encontradas por parte de los grupos civiles locales; algunos les dieron la bienvenida mientras que otros consideraron a los burundianos como extranjeros explotadores y algunos adoptaron una postura más neutral. Los enfrentamientos esporádicos se reiniciaron el 16 de agosto, cuando los rebeldes, presuntamente apoyados por tropas ruandesas, atacaron Rwanguba, Rangira y Muhibira en Rutshuru. Los líderes del M23 afirmaron que estas operaciones eran en respuesta a la agresión de las FARDC y declararon que querían un "diálogo" con el gobierno. El 19 de agosto, el M23 bombardeó posiciones de las FARDC en Jomba, Bweza y Busanza.

### Nueva ofensiva
Los combates se reanudaron el 20 de octubre después de que, según las FARDC, el M23 atacara un puesto militar. El 23 de octubre, el grupo M23 de la ciudad de Ntamugenga mató a cinco soldados, los combates pronto se extendieron a la estratégica carretera RN2, cuatro civiles murieron y 40 resultaron heridos en los combates. Para el 24 de octubre, los combates provocaron que más de 23.000 personas huyeran de sus hogares. La ofensiva continuó a lo largo de la carretera RN2, provocando la captura de las ciudades de Rubare, Kalengera y Kako. El 29 de octubre, los rebeldes del M23 tomaron el control de Rutshuru y Kiwanja.En respuesta a la ofensiva, el gobierno de la RDC ordenó al embajador de Ruanda en el país, Vincent Karega, que se fuera en las próximas 48 horas. El 5 de agosto, casi un centenar de agentes de la policía nacional congoleña huyeron a Uganda cuando se intensificaron los combates entre los rebeldes del M23 y el ejército congoleño.
El 27 de enero de 2025, el M23 vuelve a tomar la ciudad de Goma, cuya población se calcula en unos dos millones de habitantes, incluido su aeropuerto 